# Franz-Josef Hermann Bode
Franz-Josef Hermann Bode (Paderborn, 16 de Fevereiro de 1951) é bispo emérito da Diocese de Osnabrück e vice-presidente da Conferência dos Bispos Alemães.

## Vida
Franz-Josef Bode cresceu em Etteln, perto de Paderborn. Em Paderborn, ele frequentou o Ginásio Theodorianum e estudou a partir de 1969 e na teologia católica de Regensburg e Münster.
Bode foi ordenado sacerdote em 13 de dezembro de 1975 em Paderborn e foi primeiro vigário em Lippstadt. Depois disso, ele foi até 1983, o prefeito dos Leokonviktes para o sacerdote treinando na arquidiocese de Paderborn. Em 1986, Bode tornou-se um Dr. Rer. Na Rheinische Friedrich-Wilhelms-Universität Bonn. Theol. PhD. Trabalhou de 1986 a 1991 como pastor na paróquia de St. Mary em Fröndenberg .
Franz-Josef Bode foi nomeado Bispo Titular de Mattiana e Bispo Auxiliar do Arcebispado de Paderborn em 5 de junho de 1991. A consagração episcopal o doou em 1 de setembro de 1991, o Arcebispo de Paderborn e mais tarde o Cardeal Johannes Joachim Degenhardt em Paderborn; Co-conseridores foram os Bispos Auxerários de Paderborn, Hans Leo Drewes e Paul Consbruch. Posteriormente, Bode foi capitão da catedral e vigário episcopal para a formação de sacerdotes.
O Papa João Paulo II nomeou Franz-Josef Bode em 12 de setembro de 1995 bispo da diocese de Osnabrück. Sua inauguração, em que ele era o mais novo bispo diocesano da Alemanha, ocorreu em 26 de novembro de 1995.
Bode foi de 1996 a 2010 Presidente da Comissão da Juventude da Conferência Episcopal Alemã e, como tal, também " Bispo da Juventude", ou seja, o representante do episcopado , especialmente responsável pela pastoral juvenil na Alemanha. Nesta capacidade, Bode também comemorou um dos três cultos de abertura do Dia Mundial da Juventude 2005 com 100 mil peregrinos no Hofgartenwiese em Bonn . Com o Cardeal Reinhard Marx e o Arcebispo Heiner Koch, a Conferência Episcopal 2015 elegeu ele Delegado para a XIV Assembleia Geral Ordinária do Sínodo dos Bispos do Mundo em outubro de 2015 em Roma. Desde 2010, Bode presidiu a Comissão Pastoral e a Subcomissão "Mulheres na Igreja e Sociedade" .
Em 26 de setembro de 2017, a Assembleia Geral da Conferência Episcopal Alemã elegeu Franz-Josef Bode como novo Vice-Presidente da Conferência Episcopal Alemã.
Em janeiro de 2018, Bode provocou uma nova discussão sobre a introdução da bênção de casais do mesmo sexo dentro da Igreja Católica. Ele também pediu um foco mais nítido sobre o diaconato da mulher.

## Escudo e divisa do bispo
A praça crista mostra na caixa 1, uma roda vermelha em uma base de prata, os braços bispado de Osnabruck, no campo 2 uma cruz dourada em um fundo vermelho, o "Paderborn cruz" da diocese casa Bishop Bode, no campo 3 uma árvore dourada na água sobre um fundo azul de o brasão de sua aldeia natal , Etteln , e no campo 4 um coração vermelho com uma cruz em um fundo de prata, o "Brasão da Cruz do Coração" de Niels Stensen .
Seu lema Maior est Deus corde nostro ("Deus é maior do que o nosso coração") vem da primeira letra de João ( 1 João 3:20 da  UE ).

## Prêmios
- 1998: Prêmio Coragem para uso contra o desemprego juvenil
- 2009: Justus Möser Medalha da cidade Osnabrück
- 2013: Doutor Honorário em Filosofia (Dr. phil. Hc) da Universidade de Osnabrück [7]
- Duque honorário do capítulo metropolitano de Paderborn .

## Obras (seleção)
- Tempo com Deus. Um livro de horas. Advento e Natal, Quaresma e Páscoa. Bibliografia católica, Stuttgart 2005, ISBN 978-3-460-28044-1 .
- Tempo com Deus. Um livro de horas II. Ciclo do tempo no ano, festivais sagrados. Catholic Bible Work, Stuttgart 2008, ISBN 978-3-460-28077-9 .
- Sacerdotes: raízes e visões de uma vocação emocionante. Dom libraria, Osnabrück 2009, ISBN 978-3-925164-46-0 .
- Praticar a misericórdia. Redescubra as sete obras espirituais de misericórdia. Medalhas de Quaresma 2016 por Bishop Dr. med. Franz-Josef Bode com a música catedral na catedral para Osnabrück. Dom Medien GmbH, Osnabrück 2016.
- Para dar espaço a uma distinção pessoal e pastoral apropriada. O Sermão do Monte como uma escola de distinção. Publicado pela diocese de Osnabrück, maio de 2017.